# NGC 1056
NGC 1056 je spirální galaxie a Seyfertova galaxie typu 2 aktivním jádrem v souhvězdí Berana. Její zdánlivá jasnost je 12,5m a úhlová velikost 2,4′ × 1,1′. Je vzdálená 73 milionů světelných let. Galaxii objevil 26. října 1786 William Herschel.